# Ямично
Ямично (бел. Ямічна) — деревня в Барановичском районе Брестской области Беларуси. Входит в состав Миловидского сельсовета. Население — 51 человек (2019).

## История
В 1905 году в Добромысленской волости Слонимского уезда Гродненской губернии. С 1921 года составе межвоенной Польши.
С 1939 года в составе БССР. С 12 октября 1940 года до 16 июля 1954 года — центр сельсовета Бытенского района Барановичской, с 8 января 1954 года Брестской областей, с 8 апреля 1957 года в Барановичском районе.
С конца июня 1941 по июль 1944 года была оккупирована немецко-фашистскими захватчиками. На фронтах войны погибло три односельчанина.

## Население
| Численность населения (по переписи) | Численность населения (по переписи) | Численность населения (по переписи) | Численность населения (по переписи) | Численность населения (по переписи) | Численность населения (по переписи) | Численность населения (по переписи) |
| 1921                                | 1939                                | 1959                                | 1970                                | 1999                                | 2009                                | 2019                                |
| ----------------------------------- | ----------------------------------- | ----------------------------------- | ----------------------------------- | ----------------------------------- | ----------------------------------- | ----------------------------------- |
| 201                                 | ↗316                                | →316                                | ↗400                                | ↘160                                | ↘94                                 | ↘51                                 |

## Достопримечательности
- Могила жертв фашизма. На южной окраине деревни. Похоронены 76 советских граждан, замученных в 1941 году немецко-фашистскими захватчиками. В 1967 году на могиле установлен обелиск[5].